# بي بي سي راديو 4
راديو البي بي سي 4 هي محطة إذاعية عمومية مملوكة من هيئة الإذاعة البريطانية. تبث مجموعة متنوعة من البرنامج، بما في ذلك برامج الأخبار، برامج الترفيه (على شكل ألعاب ومسلسلات كوميدية)، وبرامج الخيال (على شكل مسرحيات إذاعية)، إضافة إلى برامج ثقافية وعلمية وتاريخية، ولا تبث إعلانات إشهارية وتقتصر على فترات موسيقية قليلة جداً. وتُخصص الكثير من برامجها للأفلام الوثائقية والمقابلات مع الخبراء والسياسيين. ويوفر موقعها الإلكتروني تفاصيل البرمجة إضافةً إلى ملفات صوتية لأغلب برامج الأسبوع جاهزة للتحميل على شكل MP3 (ديبليو).
وتعد راديو 4 ثاني أكبر محطة شعبية في بريطانيا بعد راديو البي بي سي 2. وبميزانية قدرها 69 مليون جنيه (2004-2005) تعد الإذاعة الوطنية الأكثر تكلفةً للبي بي سي، وتعتبر إذاعة رائدة.

## التاريخ
تأسست سنة 1939 تحت اسم: بي سي الخدمة الرئيسية، وتغيرت تسميها إلى التسمية الحالية في 30 سبتمبر 1967، حيثُ تغيرت تسميات جميع إذاعات البي بي سي عند بث إذاعة بوب-روك بي بي سي 1.

## البث
تبث في المملكة المتحدة ضمن مجال الترددات 92 و95 ميغاهرتز FM
،و في اسكتلندا على التردد 95.8 ميغاهرتز، كما أنها متاحة أيضاً عبر DAB، والأقمار الصناعية والانترنت. ويمكن التقاط تردداتها في النصف الشمالي لفرنسا على التردد 198 ميغاهرتز.